# Marcus Intalex
Pour les articles homonymes, voir Trevino.
Marcus Julian Kaye (14 juillet 1971 - 28 mai 2017), mieux connu sous le nom de scène Marcus Intalex, était un artiste britannique de drum and bass qui composait aussi de la musique house et techno sous le pseudonyme Trevino. Entre 1993 et 2000, il a co-animé l'émission de radio Da Intalex sur Kiss 102 FM à Manchester. Kaye a été le fondateur des labels discographiques Soul: R, Revolve: R et Birdie. Il a été actif en tant que DJ, producteur de disques et artiste en tournée de 1991 à sa mort en mai 2017. Il a publié notamment les albums FabricLive.35 en 2007 et 21 en 2011.

## Jeunesse
Marcus Kaye a grandi à Burnley, dans le Lancashire, en Angleterre.

## Carrière
Kaye a débuté en tant que DJ house en 1991 sous le nom de Marcus Intalex, avant de devenir un des précurseurs de la scène drum and bass à Manchester. En 1993, Kaye et son confrère Mark XTC lancent l'émission radiophonique de drum and bass Da Intalex sur Kiss 102 FM à Manchester, qu'ils animent jusqu'en 2000. Kaye est qualifié de "pionnier" du mouvement par le Manchester Evening News et a joué un rôle dans le développement de la scène "intelligent drum and bass" (IDB). En tant que DJ, Kaye a fait des tournées internationales. Il est également l'un des premiers artistes du label de musique Hospital Records, ainsi que le fondateur du label d'enregistrement Soul: R, qu'il dirigea. Il était également l'un des cofondateurs du label Revolve: r.
Kaye reprend sa carrière de DJ et repart en tournée sous le pseudonyme de Trevino, en hommage à son golfeur préféré Lee Trevino. Dans cet esprit, il nomme "Birdie" son nouveau label consacré à la house et à la techno(un birdie étant un coup au golf). En plus de sa carrière de DJ et de producteur, Kaye est le fondateur, le DJ résident et le promoteur de la série de soirées drum and bass organisée par Soul:ution au Band on the Wall (en) de Manchester,, ainsi que de soirées hebdomadaires baptisées "Guidance" et qualifiées de légendaires par le Manchester Evening News.

## Discographie
Le premier single de Kaye, intitulé What Ya Gonna Do, sort en 1994. Plus tard, il publie trois albums sous le pseudonyme de Marcus Intalex. Le premier, FabricLive.35 en 2007 est une compilation de la série FabricLive publiée par le nighclub Fabric à Londres. Le deuxième, 21, qu'il publie sur son label Soul: R en 2011 est nommé ainsi à l’occasion de sa 21e année de carrière. En 2016, il sort un autre album, RA. EX309 Marcus Intalex sur le label Resident Advisor. En plus de ces albums, en 2014, il avait produit quinze disques sous le nom de Marcus Intalex et dix autres sous le pseudonyme de Trevino, ce dernier étant consacré à la house et à la techno. Kaye publie des morceaux avec Mark XTC via leur collectif "Da Intalex", un nom tiré de leur émission de radio des années 1990. Il sort de nombreux remixes dont Better Place de 4 Hero (2001), Just A Vision de Solid State (2006), Faceless de Commix (2007) et LK de DJ Marky et XRS (2007).

## Mort
Kaye décède à la suite d'une crise cardiaque le 28 mai 2017 à l'âge de 45 ans, à Manchester en Angleterre,.